# Sonja Oudendijk
Sonja Johanna Oudendijk (Velsen, 12 maart 1958) is een Nederlands beeldhouwer en installatiekunstenaar.

## Leven en werk
Oudendijk werd opgeleid aan de lerarenopleiding d'Witte Lelie (1976-1982) en de Gerrit Rietveld Academie (1981-1983) in Amsterdam. Ze was met onder anderen Peter Giele betrokken bij de alternatieve galerie Aorta, die in 1982 werd geopend in de voormalige drukkerij van het NRC-complex aan de Nieuwezijds Voorburgwal in Amsterdam. Sinds 1983 maakt ze beelden uit materialen die contrasteren, hoewel ze vanuit haar opleiding eigenlijk niets heeft geleerd over techniek en materiaal. Ze verwerkt in haar werk inspiratie die ze opdoet tijdens reizen in het buitenland.
Oudendijk exposeert in binnen- en buitenland, onder meer bij Arti et Amicitiae, Gemeentemuseum Arnhem, Museum De Lakenhal en de Biënnale van Sydney en Istanboel. In 1992 won ze de Charlotte Köhler Prijs.

## Werken (selectie)
- Bellevue-toren (1993), onderdeel van het Sokkelplan, Den Haag
- Say goodbye to the little girltree (1993), beeldentuin Museum de Fundatie
- De groene lantaarn van het Verleden, De koperen lantaarn van het Heden en De blauwe lantaarn van de Toekomst (1998), Bemmel
- Milleniumfontein (2001), Spijkenisse

## Afbeeldingen

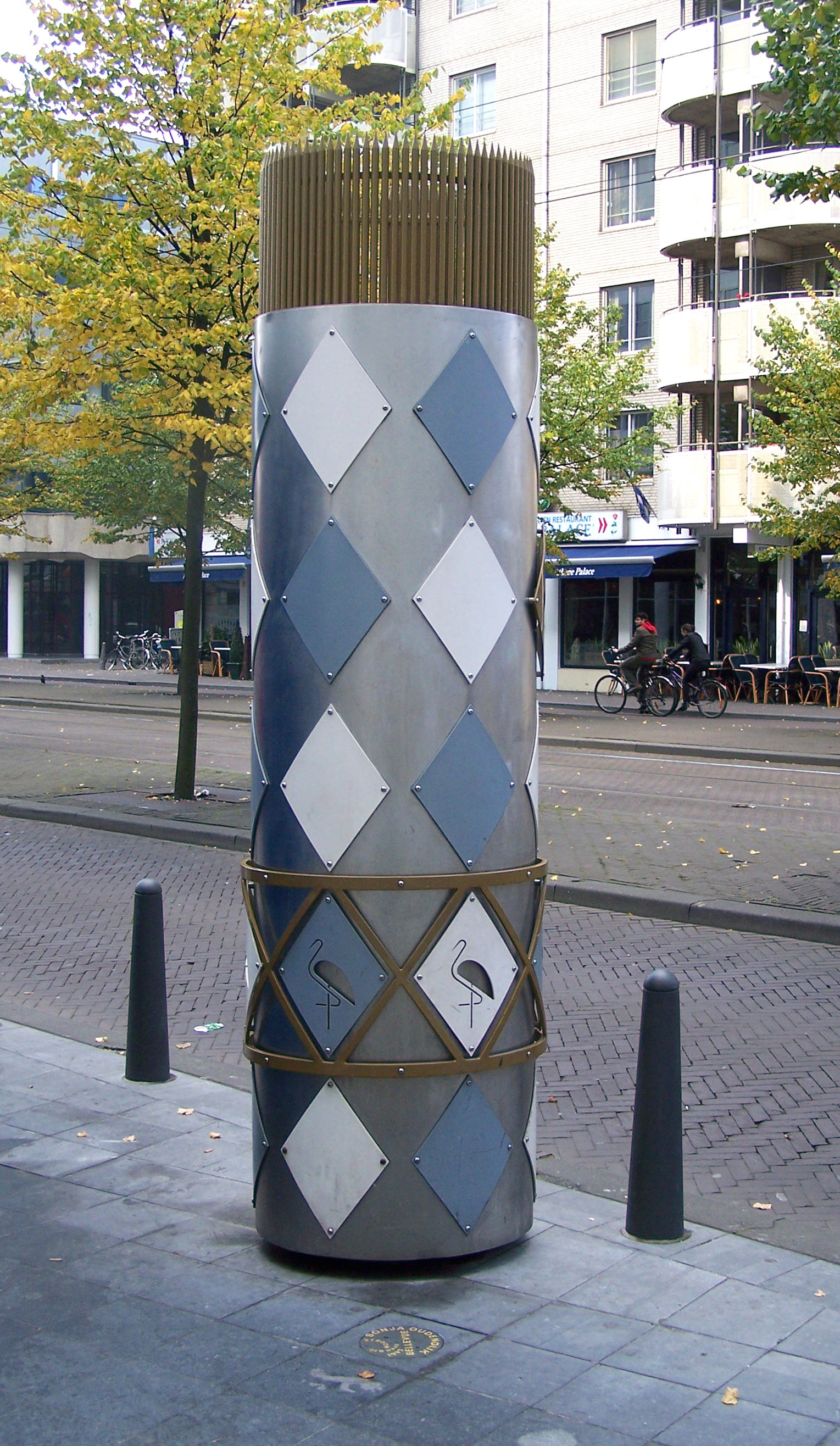
Bellevuetoren
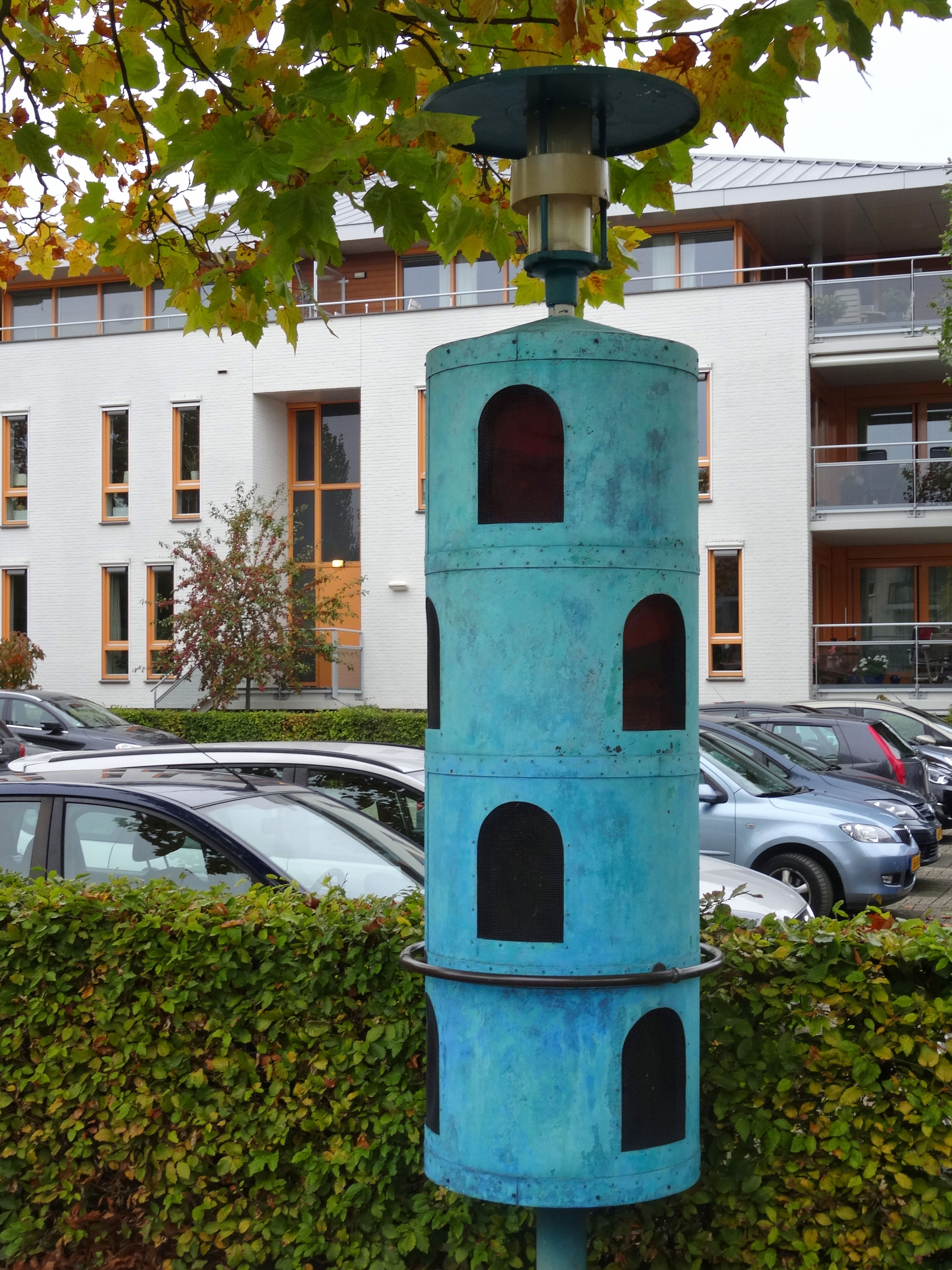
De blauwe lantaarn van de Toekomst
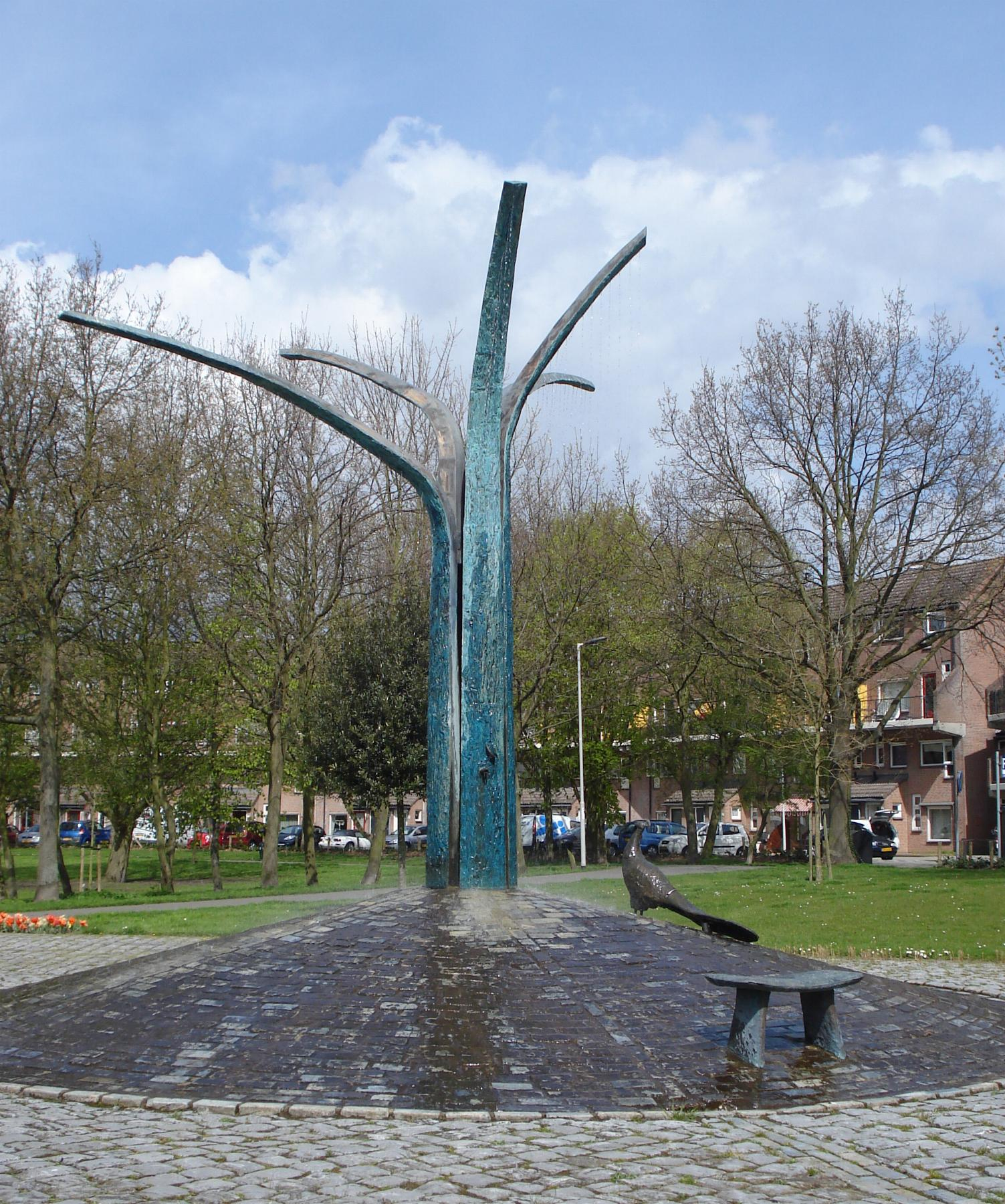
Millenniumfontein

- Gemeinsame Normdatei: 174254466
- RKD-Nederlands Instituut voor Kunstgeschiedenis: 61201
- Virtual International Authority File: 212368982
- WorldCat: E39PBJhCHyWXjTkpwBMDGXpdcP